# Frank Pieck
Frank Pieck (overleden na 1467) was een Nederlandse edelman uit het geslacht Pieck. Hij was heer van Gameren en ambtman van Zaltbommel en de Tieler- en Bommelerwaard.
Frank Pieck werd geboren als zoon van Arnt Pieck en Ida van Buren. In 1417 werden Frank en zijn broers gevangen genomen bij het beleg van Gorinchem. Een jaar later werd hij door hertog Reinald benoemd tot bevelhebber van de troepen die Jan van Beieren ondersteunden in zijn strijd tegen Jacoba van Beieren. In 1419 sloot Pieck hij zich aan bij het Verbond van het Landschap.
In 1421 werd Frank Pieck pandheer van het ambt van Zaltbommel en de Tieler- en Bommelerwaard. Omdat hij langdurig ziek was, werd in 1434 door hem een vervanger aangesteld. In 1453 werd hem het pandschap ontnomen door Johan van Vianen, maar drie jaar later kreeg hij het weer terug.
In 1443 verkreeg Frank Pieck de tol in Kerkdriel. Drie jaar later werd hij afgezant van de Gelderse hertog om in Grave te onderhandelen met Brabant.
Tijdens de strijd tussen hertog Arnold en zijn zoon Adolf koos Frank voor de kant van de hertog. Hij werd echter in 1465 door Adolf gevangen genomen en zijn kasteel in Gameren werd verwoest. Hij wist zich vrij te kopen en herbouwde het kasteel.
In 1467 werd een verbond gesloten tussen hertog Adolf en de bisschop van Keulen. Dit verbond werd mede door Frank Pieck ondertekend.
Frank was getrouwd met Geertruid van Isendoorn en kreeg met haar vier kinderen:
- Arent Pieck van Gameren, heer van Gameren
- Jutta, vrouwe van Gameren
- Alarda
- Aleidis

Franck Pieck overleed rond 1467. Nadat zijn zoon Arent kinderloos was overleden, erfde Jutta in 1494 het kasteel en de heerlijkheid Gameren.